# 罗贝克
罗贝克（法語：Robecq，法語發音：[ʁɔbɛk]）是法国上法蘭西大區加来海峡省的一个市镇，属于贝蒂讷区。

## 地理
罗贝克（50°35'45"N, 2°33'48"E）面积10.56 平方千米，位于法国上法蘭西大區加来海峡省，该省份为法国北部沿海省份，西北濒北海，南至索姆省，东临北部省。
与罗贝克接壤的市镇（或旧市镇、城区）包括：圣韦南、比讷、利斯河畔卡洛讷、戈内姆、蒙贝尔南雄、圣弗洛里斯。

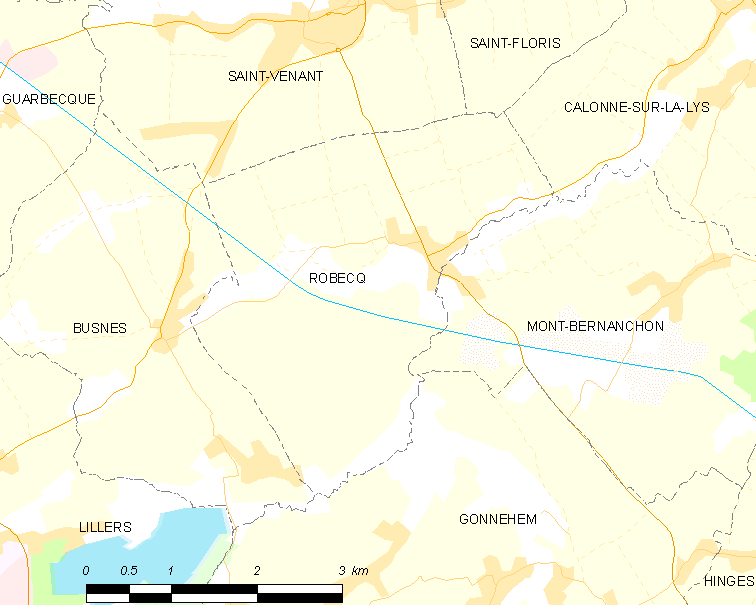
罗贝克的OSM定位图

罗贝克的时区为UTC+01:00、UTC+02:00（夏令时）。

## 行政
罗贝克的邮政编码为62350，INSEE市镇编码为62713。

## 政治
罗贝克所属的省级选区为利莱尔县。

## 人口

1962-2008年间罗贝克人口变化图示

罗贝克于2022年1月1日时的人口数量为1320人。